# شهیر بلغزوانی
شهیر بلغزوانی (انگلیسی: Chahir Belghazouani؛ زادهٔ ۶ اکتبر ۱۹۸۶) بازیکن فوتبال اهل مراکش است.
از باشگاه‌هایی که در آن بازی کرده‌است می‌توان به باشگاه فوتبال زولته وارخم، باشگاه فوتبال استراسبورگ، باشگاه فوتبال آژاکسیو، باشگاه فوتبال استاد برستوا ۲۹، و باشگاه فوتبال دینامو کیف اشاره کرد.
وی همچنین در تیم‌های ملی فوتبال زیر ۲۰ سال فرانسه، زیر ۲۱ سال فرانسه، و مراکش بازی کرده‌است.